# Campionati del mondo di atletica leggera 1993 - Lancio del martello
La gara del lancio del martello si tenne il 14 (qualificazioni) e 15 agosto (finale).

## Qualificazioni

### Gruppo A
| Pos | Generale | Atleta                    | Attempts | Attempts | Attempts                 | Misura  |  |  |  |         |
| --- | -------- | ------------------------- | -------- | -------- | ------------------------ | ------- |  |  |  | ------- |
| Pos | Generale | Atleta                    | 1        | 3        | Andrey Abduvaliyev (TJK) | Misura  |  |  |  | 77.22 m |
| 2   | 5        | Aleksandr Seleznyov (RUS) |          |          |                          | 77.12 m |  |  |  |         |
| 3   | 7        | Andriy Skvaruk (UKR)      |          |          |                          | 75.54 m |  |  |  |         |
| 4   | 8        | Raphaël Piolanti (FRA)    |          |          |                          | 75.34 m |  |  |  |         |
| 5   | 9        | Sergey Alay (BLR)         |          |          |                          | 75.34 m |  |  |  |         |
| 6   | 11       | Vasiliy Sidorenko (RUS)   |          |          |                          | 74.40 m |  |  |  |         |
| 7   | 13       | Pavel Sedláček (CZE)      |          |          |                          | 73.90 m |  |  |  |         |
| 8   | 15       | Tore Gustafsson (SWE)     |          |          |                          | 71.88 m |  |  |  |         |
| 9   | 16       | Karsten Kobs (GER)        |          |          |                          | 71.82 m |  |  |  |         |
| 10  | 17       | Savvas Saritzoglou (GRE)  |          |          |                          | 71.76 m |  |  |  |         |
| 11  | 18       | Johann Lindner (AUT)      |          |          |                          | 71.46 m |  |  |  |         |
| 12  | 21       | Jim Driscoll (USA)        |          |          |                          | 69.40 m |  |  |  |         |
| 13  | 22       | Paul Head (GBR)           |          |          |                          | 68.88 m |  |  |  |         |
| 14  | 28       | Tuck Yim Wong (SIN)       |          |          |                          | 49.14 m |  |  |  |         |

### Gruppo B
| Pos | Overall | Athlete                    | Attempts | Attempts | Attempts | Distance |
| Pos | Overall | Athlete                    | 1        | 2        | 3        | Distance |
| --- | ------- | -------------------------- | -------- | -------- | -------- | -------- |
| 1   | 1       | Sergej Litvinov (RUS)      |          |          |          | 77.96 m  |
| 2   | 2       | Tibor Gécsek (HUN)         |          |          |          | 77.82 m  |
| 3   | 4       | Lance Deal (USA)           |          |          |          | 77.14 m  |
| 4   | 6       | Igor Astapkovich (BLR)     |          |          |          | 76.82 m  |
| 5   | 10      | Christophe Épalle (FRA)    |          |          |          | 74.74 m  |
| 6   | 12      | Vadim Kolesnik (UKR)       |          |          |          | 74.36 m  |
| 7   | 14      | Walter Ciofani (FRA)       |          |          |          | 73.36 m  |
| 8   | 19      | Alberto Sanchez (CUB)      |          |          |          | 71.00 m  |
| 9   | 20      | Marko Wahlman (FIN)        |          |          |          | 69.62 m  |
| 10  | 23      | Andrés Charadia (ARG)      |          |          |          | 68.48 m  |
| 11  | 24      | Iosif Shaverdashvili (GEO) |          |          |          | 68.26 m  |
| 12  | 25      | Guillermo Guzmán (MEX)     |          |          |          | 67.30 m  |
| 13  | 26      | Hakim Toumi (ALG)          |          |          |          | 66.16 m  |
| 14  | 27      | Enrico Sgrulletti (ITA)    |          |          |          | 63.58 m  |

## Finale
| Pos | Atleta                    | Attempts | Attempts | Attempts | Attempts | Attempts | Attempts | Misura  |
| Pos | Atleta                    | 1        | 2        | 3        | 4        | 5        | 6        | Misura  |
| --- | ------------------------- | -------- | -------- | -------- | -------- | -------- | -------- | ------- |
| 1   | Andrey Abduvaliyev (TJK)  |          |          |          |          |          |          | 81.64 m |
| 2   | Igor Astapkovich (BLR)    |          |          |          |          |          |          | 79.88 m |
| 3   | Tibor Gécsek (HUN)        |          |          |          |          |          |          | 79.54 m |
| 4   | Sergey Alay (BLR)         |          |          |          |          |          |          | 79.02 m |
| 5   | Vasiliy Sidorenko (RUS)   |          |          |          |          |          |          | 78.86 m |
| 6   | Aleksandr Seleznyov (RUS) |          |          |          |          |          |          | 78.58 m |
| 7   | Sergej Litvinov (RUS)     |          |          |          |          |          |          | 78.56 m |
| 8   | Christophe Épalle (FRA)   |          |          |          |          |          |          | 76.22 m |
|     |                           |          |          |          |          |          |          |         |
| 9   | Lance Deal (USA)          |          |          |          |          |          |          | 76.20 m |
| 10  | Raphaël Piolanti (FRA)    |          |          |          |          |          |          | 75.88 m |
| 11  | Vadim Kolesnik (UKR)      |          |          |          |          |          |          | 73.08 m |
| —   | Andriy Skvaruk (UKR)      | X        | X        | X        |          |          |          | NM      |